# Szabuniewszczyzna
Szabuniewszczyzna (biał. Шабунеўшчына, Szabunieuszczyna; ros. Шабуневщина, Szabuniewszczina) – wieś na Białorusi, w obwodzie mińskim, w rejonie dzierżyńskim, w sielsowiecie Dobryniewo.

## Historia
W XIX i w początkach XX w. zaścianek położony w Rosji, w guberni mińskiej, w powiecie mińskim. Wchodziła w skład hrabstwa kojdanowskiego Radziwiłłów. W 1890 zamieszkiwała tu szlachta zagrodowa o nazwiskach m.in.: Szabłowski i Pawłowicz.
Po I wojnie światowej pod administracją polską, w Zarządzie Cywilnym Ziem Wschodnich, w okręgu mińskim, w powiecie mińskim.
W wyniku postanowień traktatu ryskiego znalazła się w granicach Związku Sowieckiego. W latach 1932–1937 w Polskim Rejonie Narodowym im. Feliksa Dzierżyńskiego. Od 1991 w niepodległej Białorusi.